# 塞尼奥斯
塞尼奥斯（法語：Seignosse，法語發音：[sɛɲɔs]）是法国朗德省的一个市镇，位于该省西南部，属于达克斯区。

## 地理
塞尼奥斯（43°41'21"N, 1°22'22"W）面积35.09 平方千米，位于法国新阿基坦大区朗德省，该省份为法国西南部沿海省份，是法國本土面积第二大的省，北起吉倫特省，西临大西洋，南至大西洋比利牛斯省，东临热尔省，东北与洛特-加龍省接壤。
与塞尼奥斯接壤的市镇（或旧市镇、城区）包括：苏斯通、昂格雷斯、索比永、索尔茨-奥斯戈尔、托斯。

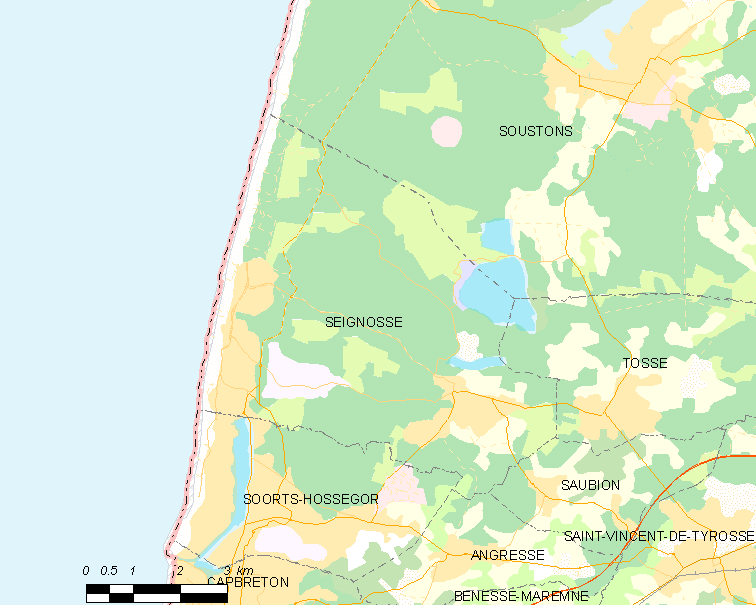
塞尼奥斯的OSM定位图

塞尼奥斯的时区为UTC+01:00、UTC+02:00（夏令时）。

## 行政
塞尼奥斯的邮政编码为40510，INSEE市镇编码为40296。

## 政治
塞尼奥斯所属的省级选区为马朗桑南县。

## 人口

1962-2008年间塞尼奥斯人口变化图示

塞尼奥斯于2022年1月1日时的人口数量为3914人。